# Kaiserpokal 1946
Der Kaiserpokal 1946 war die 26. Austragung des Kaiserpokals, des höchsten japanischen Fußballpokalwettbewerbs. Sieger des Wettbewerbs waren die Universität Tokio LB.

## Ergebnisse

### Achtelfinale
|                        | Ergebnis |                       |
| ---------------------- | -------- | --------------------- |
| Universität Tokio LB   | 6:1      | Mazda                 |
| All Keiō-Universität   | 4:1      | Urawa Club            |
| Tokyo Shukyu-Dan       | -        | Tochigi Shihan School |
| All Waseda-Universität | 2:1      | Shonan Club           |

### Viertelfinale
|                                   | Ergebnis |                            |
| --------------------------------- | -------- | -------------------------- |
| Universität Tokio LB              | 3:2      | All Keiō-Universität       |
| Tokyo Shukyu-Dan                  | 1:6      | All Waseda-Universität     |
| Kobe University of Economics Club | 4:1      | Yuasa Storage Battery      |
| Gakushi Club                      | 2:0      | Kwansei-Gakuin-Universität |

### Halbfinale
|                                   | Ergebnis |                        |
| --------------------------------- | -------- | ---------------------- |
| Universität Tokio LB              | 2:0      | All Waseda-Universität |
| Kobe University of Economics Club | 1:2      | Gakushi Club           |

### Finale
|                      | Ergebnis |                                   |
| -------------------- | -------- | --------------------------------- |
| Universität Tokio LB | 6:2      | Kobe University of Economics Club |